# Montipora compressa
Montipora compressa is een rifkoralensoort uit de familie van de Acroporidae.